# 凱文·布萊斯
凱文·布萊斯（英語：Kevin Bryce；1988年9月7日—）是一位蘇格蘭橄欖球運動員。他是蘇格蘭國家橄欖球隊的一員，代表蘇格蘭參加了2015年世界盃橄欖球賽。